# Estação Litoral da Aguda

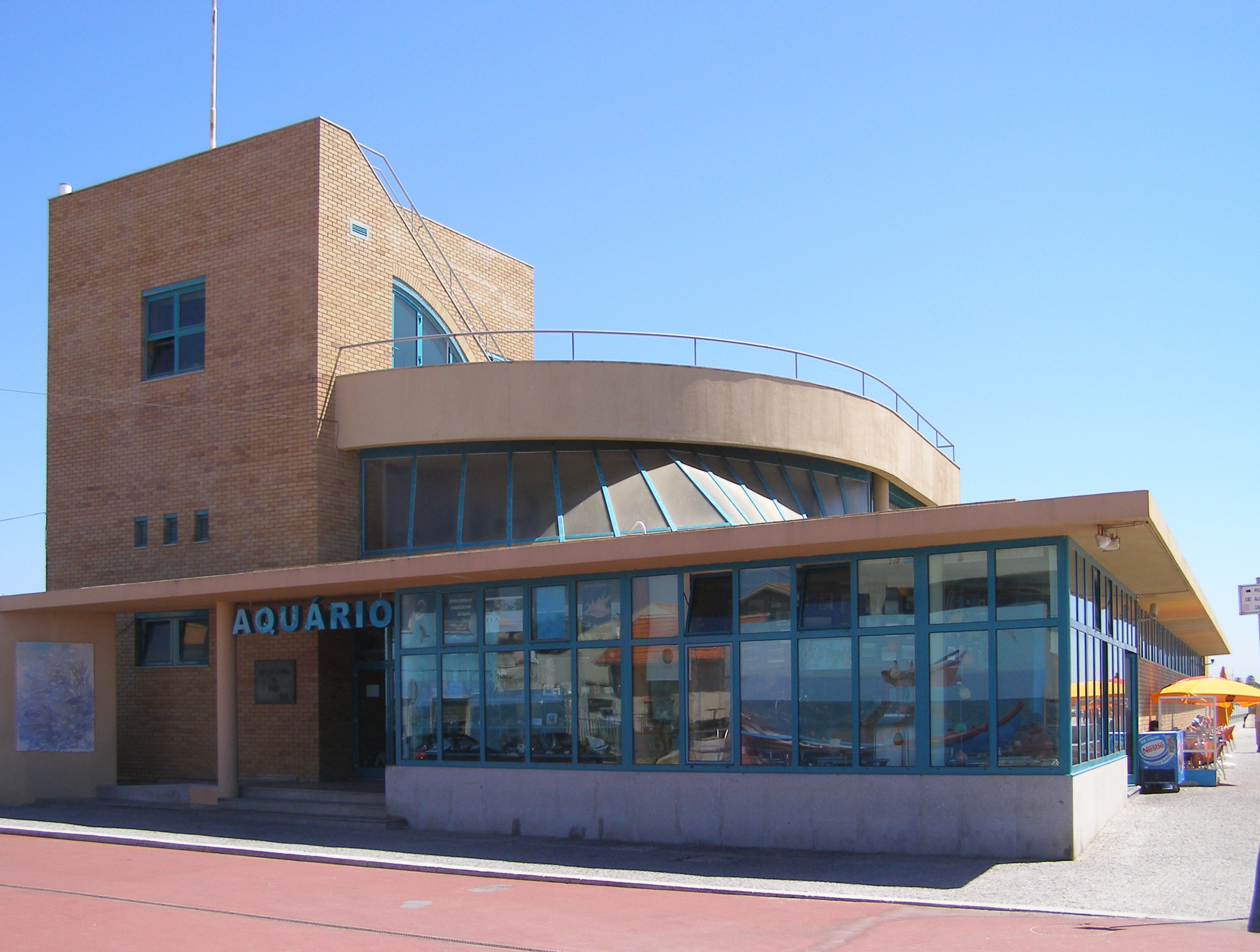
Die Estação Litoral da Aguda

Die Estação Litoral da Aguda (ELA) ist ein Schauaquarium an der Praia da Aguda in der nordportugiesischen Gemeinde Arcozelo. Es wurde 1999 für die Besucher geöffnet und dient zugleich dem Instituto de Ciências Biomédicas Abel Salazar (ICBAS) der Universität Porto als Lehraquarium.
Eigentümer ist die Câmara Municipal von Vila Nova de Gaia. 2004 wurde es in einer Untersuchung zum besten Zoo Portugals gewählt.